# Ракашдија
Ракашдија (рум. Răcășdia) је насеље и седиште истоимене општине Ракашдија у жупанији Караш-Северин у Румунији. Према попису из 2021. у насељу је било 1.549 становника.

## Прошлост
Аустријски царски ревизор Ерлер је 1774. године констатовао да место припада истоименом округу, Новопаланачког дистрикта. Становништво је било претежно влашко.
Општински бележник Стеван Савић купио је претплатом 1867. године Радићево дело о газдовању пољопривредника.

## Становништво
| 1992. | 2002. | 2011. | 2021. |
| ----- | ----- | ----- | ----- |
| 1.819 | 1.737 | 1.566 | 1.549 |

Ракашдија је према попису из 2021. имала 1.549 становника што је за 17 мање (-1,09%) у односу на попис из 2011. када је у насељу било 1.566 становника.
Према попису из 2011. већину становништва су чинили Румуни (75,48%), а од мањина је највише било Рома (18,58%).
| Етнички састав према попису из 2011.‍ | Етнички састав према попису из 2011.‍ | Етнички састав према попису из 2011.‍ | Етнички састав према попису из 2011.‍ | Етнички састав према попису из 2011.‍ |
| ------------------------------------ | ------------------------------------ | ------------------------------------ | ------------------------------------ | ------------------------------------ |
|                                      |                                      |                                      |                                      |                                      |
| Румуни                               | Румуни                               |                                      | 1.182                                | 75,48%                               |
| Роми                                 | Роми                                 |                                      | 291                                  | 18,58%                               |
| Срби                                 | Срби                                 |                                      | 6                                    | 0,38%                                |
| Остали                               | Остали                               |                                      | 5                                    | 0,32%                                |
| Непознато                            | Непознато                            |                                      | 82                                   | 5,24%                                |